# 시에라 데 과달루페역
시에라 데 과달루페 역(스페인어: Sierra de Guadalupe)은 마드리드 지하철 1호선의 역이다. 마드리드 비야데바예카스 구의 데모크라시아 대로와 헤수스 델 피노 거리가 만나는 교차로 지하에 위치해 있다. 요금구역상으로는 A구역에 속한다.

## 역사
1999년 3월 3일 1호선이 콩고스토 역까지 연장되면서 문을 열었다. 지하철역 건설로 기존에 있던 세르카니아스 철도역은 북쪽으로 몇 미터 정도 이전하였다. 세르카니아스 마드리드와 마드리드 지하철 간에 환승이 이뤄지는 주요 역 중 하나이며, 역명은 시에라 데 과달루페 거리에서 따왔다.
2016년 7월 3일부터는 1호선의 도심구간에 해당되는 플라사 데 카스티야-시에라 데 과달루페 구간이 시설정비 공사로 운행을 일시 중단되면서 영업을 중단하였다. 공사 작업 완료일은 2016년 11월경이 될 것으로 예측되었으나, 불편을 줄이기 위해 먼저 공사가 끝난 구간만 우선운행하기로 결정되었다. 따라서 9월 14일부터 플라사 데 카스티야-콰트로 카미노스 구간 / 알토 델 아레날-시에라 데 과달루페 구간이 운행을 재개하였다.

## 환승 정보
이 역에서 바예카스 역 (Vallecas)으로 이동해 세르카니아스 마드리드 노선으로 환승할 수 있다. C2호선과 C7호선이 다닌다.
역 주변에는 시내버스 정류장이 총 세 곳이 있으며, 야간 노선이 다니는 정류장도 있다.
| 마드리드 지하철                      | 마드리드 지하철       | 마드리드 지하철                    |
| ------------------------------------ | --------------------- | ---------------------------------- |
| 미구엘 에르난데스 피나르 데 차마르틴 | 마드리드 지하철 1호선 | 비야 데 바예카스 발데카로스        |
| 세르카니아스 마드리드                |                       |                                    |
| 엘 포소 차마르틴                     | C2호선                | 산타 에우헤니아 과달라하라         |
| 엘 포소 (순환선)                     | C7호선                | 산타 에우헤니아 알칼라 데 에나레스 |